# Giosetta Fioroni
Giosetta Fioroni (Roma, 24 dicembre 1932) è una pittrice italiana.
Durante la sua carriera, l'artista ha realizzato opere usando molte tecniche diverse, fra cui ceramica, pittura a tempera e ad acrilico, che ritraggono il mondo in modo visionario e quasi astratto.

## Biografia
Nacque a Roma nel 1932 da una famiglia di artisti (il padre Mario era uno scultore, la madre marionettista). Il nonno, farmacista, amava circondarsi di poeti, fra i quali il poeta Vincenzo Cardarelli.
Studia all'Accademia di belle arti di Roma, dove fu allieva di Toti Scialoja. In tutto il suo cammino d'artista sembra tenere radicata nella sostanza stessa dell'essere donna la tonalità emotiva dell'infanzia.
Espone alla VII Quadriennale di Roma del 1955. Nel 1956 lavorò come costumista per la nascente televisione italiana. Nello stesso anno iniziò a frequentare la Scuola di Piazza del Popolo con Tano Festa, Mario Schifano e Franco Angeli, che verranno definiti da tanti "la versione italiana della Pop art di Andy Warhol." Viene invitata alla XXVIII Biennale di Venezia, dove conosce Cy Twombly, Emilio Vedova, lo scrittore Germano Lombardi. Frequenta l'ambiente artistico legato alla Galleria La Tartaruga di Plinio De Martiis a Roma.  Trascorre un periodo a Parigi (tra il 1958 e il 1962). In una personale nel 1961 alla Tartaruga con Umberto Bignardi iniziò ad esporre tele realizzate con colori industriali, alluminio e oro, recanti segni, scritte, simboli, sovrapposti e cancellati. Frequentò il gruppo del Verri e il Gruppo 63. Dall'inizio degli anni sessanta lavorò con fotografie proiettate sulla tela, delle quali tracciò i contorni con i pennelli, usando colori industriali. Il colore più utilizzato è l'alluminio, che la Fioroni chiama argento, iniziarono così i suoi famosi argenti, tele che rappresentano soggetti vari, ma soprattutto donne.
Dal 1964 divenne la compagna stabile di Goffredo Parise; rimarrà al suo fianco fino al 1986, anno della morte dello scrittore veneto. Nel 1967 alla Galleria del Naviglio di Milano espose alcuni argenti. Rivisita opere del passato: Botticelli, Carpaccio, Simone Martini. Nel 1968 inaugurò la rassegna Il teatro delle mostre alla Tartaruga con un'azione intitolata La spia ottica poi ripresentata alla Quadriennale di Roma del 1973. Nel 1969 realizzò il primo teatrino, un "giocattolo per adulti", cassettine-teatro di legno dipinto offerte ai bambini assenti: attraverso una lente si può guardare all'interno un assemblaggio di oggetti miniaturizzati, quasi la ricerca di un mondo perduto. Dal 1969 si avvicinò al mondo della fiaba e della leggenda, grazie alla lettura dell'opera di Vladimir Jakovlevič Propp: tele, scatole e teatrini aprono al mondo della memoria personale e collettiva. Per tutta la sua vita ha collaborato con scrittori e poeti (Arbasino, Balestrini, Ceronetti, Zanzotto). Nel frattempo si trasferì in Veneto. Nel 1990 l'Istituto Nazionale per la Grafica di Roma allestì un'antologica con i suoi lavori su carta. Alla Biennale di Venezia del 1993 fu presente con una sala personale e nello stesso anno iniziò a lavorare con la ceramica.
La storia delle opere di Giosetta Fioroni si fa storia di mondi, di popoli e di civiltà. Giosetta, il cui lavoro viene comunemente collocato all'interno della Pop Art italiana, a differenza di Andy Warhol mette a confronto due mondi, la società dei costumi e la fiaba, l'industria culturale e il mondo dei folletti della terra e i giochi dell'infanzia. Ciò che per Warhol è il vero per Giosetta è una rappresentazione, uno spettacolo con cui stringere un rapporto affettuoso.

## Opere
- Liberty viennese (smalti colorati su tela, 100 x 140 cm) 1966.
- Le cortigiane da Carpaccio (smalti colorati su tela, 200 cm x 100 cm) 1966.
- Gli occhiali (tecnica mista, 130 cm x 85 cm) 1968.
- Bambino (olio, 80 cm x 180 cm) 1968.
- La modella inglese (smalto su tela, 180 cm x 140,5 cm) 1969. Collezione privata, Courtesy Galleria Mucciaccia.
- Il forse (ceramica policroma) 1996. Collezione Alberto Rambaldi, Firenze.
- Coboldi in laguna (china su cartone, 10,4 cm x 8,2 cm) 1976. MAGI '900, Pieve di Cento (BO)

### Illustrazioni
- Raffaele La Capria "Colapesce" e "Guappo e altri animali".
- Alberto Arbasino, "Luisa col vestito di carta".
- Elio Fiore, "I bambini hanno bisogno".
- Andrea Zanzotto, "Meteo".
- Giulia Niccolai, "Greenwich".
- Goffredo Parise, "Capri", "Ozio" e "Lettere a Giovanni Comisso"
- Elisabetta Rasy, "Succede a Roma 2001-2004".
- Giacomo Leopardi, "Tristano: amore e morte".
- Valerio Magrelli, "Natività"
- Dario Voltolini,  "Corso Svizzera 49".

### Pubblicazioni
- Giosetta Fioroni, My story - La mia storia, Mantova, Corraini, 2013. ISBN 9788875704230